# 法里斯·尼达尔·沙米
法里斯·尼达尔·沙米（阿拉伯语：فارس نضال الشامي，1993年4月5日—2022年5月12日），乌克兰陆军上尉，约旦裔。在2022年俄罗斯入侵乌克兰期间阵亡，被追授“乌克兰英雄”称号。

## 生平
他于1993年4月5日出生在约旦。16岁时随父母移居乌克兰里夫内。顺利通过入学考试后，他在国立水利与环境工程大学攻读水利工程学士学位。改变人生规划后参军入伍。自2014年起随部参与乌克兰东部反恐行动，后进入彼得·萨海达奇尼国立陆军学院学习。毕业后，被派往亚沃里夫军事基地（国际维和与安全中心）第214独立特种营担任排长。他多次参加在该中心举行的国际演习和培训。
自2021年起担任第214独立特种营机械化连连长，负责标记敌人的行动。2022年俄罗斯入侵乌克兰后被派往东部作战。2022年5月12日21点左右，法里斯·尼达尔·沙米在哈尔科夫州丘胡伊夫区的鲁比日内村附近遭到炮火攻击，因伤势过重不治身亡。其遗体被埋葬于里夫内州里夫内区亚历山德里亚村。

## 荣誉
“乌克兰英雄”称号和金星勋章（2023年9月29日追授）：“在捍卫乌克兰国家主权和领土完整方面表现出的个人勇气和英雄主义，为乌克兰人民无私服务。”